# لاوپرات
لاوپرات (به آلمانی: Lauperath) یک شهر در آلمان است که در بیتبورگ-پروم واقع شده‌است.